# 何塞·罗德里格斯 (柔道运动员)
何塞·罗德里格斯（西班牙語：José Rodríguez，1959年3月28日—），古巴男子柔道运动员。他曾代表古巴参加1980年夏季奥林匹克运动会柔道比赛，获得男子60公斤级银牌。他也曾参加1983年和1987年泛美运动会。